# Evgheni Verbețchi
Evgheni Verbețchi (în rusă Евгений Вербецкий; n. 4 octombrie 1936, raionul Rîbnița, RSS Ucraineană, URSS – d. 22 mai 2007, Republica Moldova) a fost un clarinetist și profesor muzical sovietic și moldovean, Artist onorat și Artist al Poporului din RSS Moldovenească.

## Biografie
S-a născut în satul Mocra din raionul Rîbnița, RASS Moldovenească, URSS (acum în Transnistria, Republica Moldova). În 1955 a absolvit Colegiul muzical din Chișinău (în prezent Colegiul muzical „Ștefan Neaga”). În 1961 a absolvit Conservatorul de Stat din Chișinău, apoi, în 1965 a absolvit Conservatorul de Stat din Leningrad. În anii 1957-1982 a fost solist al Orchestrei Simfonice a Filarmonicii de Stat din Moldova. 
Din 1961 a predat la Conservatorul din Chișinău, ulterior (1977) a fost profesor asociat, iar din 1982, profesor. 
A fost laureat al competițiilor muzicale republicane (Chișinău, 1963) și unionale sovietice (Leningrad, 1963). 
În anii 1974-1977 a fost trimis în Havana, Cuba, pentru a oferi asistență metodologică interpreților locali. În 1977 a consiliat profesorii muzicali din orașul bulgar Plovdiv. A fost inițiatorul interpretării mai multor opere celebre pentru clarinet și pentru ansambluri, cu participarea clarinetului. 